# 阿武隈 (軽巡洋艦)
阿武隈（あぶくま）は、日本海軍の軽巡洋艦。長良型の6番艦である。
艦名は川の名で、阿武隈川から名づけられた。

## 概要
阿武隈は、大正時代に多数建造された5500トン型軽巡洋艦の長良型の一隻である。艦名には候補として水無瀬(みなせ)があった。
1921年12月、浦賀船渠にて起工。1925年（大正14年）5月に就役した。他の姉妹艦に比べ、起工から就役までの期間が長いのには関東大震災が関係している。1923年3月に進水し、建造の最終段階である艤装作業に取り掛かり、1年前後で完成する予定であった。ところが、1923年9月に発生した関東大震災により造船所の施設が被害を受けてしまい、建造は一時中断となった。施設の復旧や予算の問題もあり、完成は進水から2年以上遅延することとなった。
また、姉妹艦に比べ相違点が多いのも特徴である。
阿武隈は1930年に衝突事故を起こし、艦首を損傷した。当然、修理されることになるがその際、スプーン・バウ型は凌波性に難があるという報告があったため、艦首の形状をダブル・カーベチュア型（ダブル・カーブ型）に変更する改修が行われた。この形状は長良型では阿武隈のみであり、姉妹艦との外見上の相違点となる。

1938年には、太平洋戦争開戦前に長良型の中で唯一、魚雷兵装の強化の改修受け、酸素魚雷の運用が可能となった艦となる。内容は魚雷発射管は後部の連装発射管2基を四連装発射管2基に交換。前部の連装発射管は撤去されウェルデッキは兵員室に充てられた。
他の姉妹艦が開戦前にこの改修を受けなかったのは、1939年の第四次海軍軍備充実計画で新型の軽巡洋艦（後の阿賀野型4隻と大淀型2隻。大淀型については1隻のみに変更された）が建造されることが決まっており、阿武隈を除く長良型5隻と夕張は、老朽化とこれらの就役に合わせて第一線での運用から外される予定であったためである。

阿武隈のみ改修を受けたのは艦齢が姉妹艦より若干新しかったため（当時海軍が所有する軽巡洋艦で（最上型を除いて考えた場合）艦齢が最も若いのが1925年11月に就役した川内型の那珂であった）、他の5500トン型軽巡洋艦よりも改装が優先されたと言われている。

## 艦歴

### 開戦前
1921年（大正10年）12月、浦賀船渠にて起工。関東大震災の影響を経て1925年（大正14年）5月に就役した。1925年（大正14年）6月、第一艦隊第三戦隊に編入。
1927年（昭和2年）8月24日、連合艦隊の夜間戦技訓練に「阿武隈」も参加。訓練中、4隻が衝突する美保関事件が発生。「阿武隈」は救助に当たった後、後部を損傷した駆逐艦「葦」を舞鶴港まで曳航した。
1930年（昭和5年）10月20日、大演習中に軽巡洋艦「北上」と衝突事故を起こし艦首を損傷。呉工廠で修理と並行して、艦首の形状変更の改修が行われる。
1932年（昭和7年）2月、第三戦隊（司令官：堀悌吉少将）に属し第一次上海事変で揚子江警備に従事する。
1933年（昭和8年）5月、第七戦隊（司令官：鈴木義一少将）旗艦を務め、1934年11月には第一水雷戦隊（司令官：町田進一郎少将）の旗艦となる。
1933年（昭和8年）頃、甲板左右の8cm単装高角砲2基を13mm連装機銃2基に換装。1936年（昭和11年）5月には13mm連装機銃2基が25mm連装機銃2基に換装された。1938年（昭和13年）、魚雷兵装強化の改修受け、酸素魚雷の発射が可能となる。
1938年（昭和13年）2月に第二潜水戦隊（司令官：高須三二郎少将）の旗艦となり、翌年4月に中国沿岸で作戦に従事する。
1939年（昭和14年）11月、第一水雷戦隊（司令官：河瀬四郎少将）の旗艦となる。

### 太平洋戦争

#### 南方作戦
1941年（昭和16年）11月、真珠湾攻撃作戦における空母機動部隊警戒隊用に臨時編成された第一水雷戦隊の旗艦として作戦に参加。
1942年（昭和17年）1月、ビスマルク諸島攻略作戦を支援し、さらにジャワ攻略作戦、インド洋作戦に参加した。
1942年（昭和17年）5月、佐世保工廠にて艦橋前部の保式13mm四連装機銃1基を、九三式13mm連装機銃1基に換装。

#### 北方での活動
5月20日に第一水雷戦隊の「阿武隈」、第六駆逐隊、第二十一駆逐隊は北方部隊に編入され、「阿武隈」は第二十一駆逐隊などとともにAQ攻略部隊（AQはアッツ）としてAL作戦（西部アリューシャン攻略作戦）に参加した。AQ攻略部隊は5月29日に川内湾を出撃。6月7日夜にアッツ島ホルツ湾外に到着し、8日には同島のチチャゴフを占領した。9日、「阿武隈」と駆逐艦「子日」、「初霜」はセミチ島の掃海及び基地調査を行った。10日にAQ攻略部隊の編制は解かれ、主隊（重巡洋艦「那智」ほか）への合流を命じられた「阿武隈」と第二十一駆逐隊（「子日」欠）は同日アッツ島を離れた。その後「阿武隈」は主隊、次いで支援隊の一隻となり、ミッドウェー海戦で敗れたことから敵艦隊襲来に備えて各部隊は邀撃作戦を行っていたが6月24日までに大湊に帰着した。6月28日、支援部隊を含む各部隊は第二次邀撃作戦およびキスカ島への輸送部隊掩護のため再び出撃。7月5日にキスカで第十八駆逐隊がアメリカ潜水艦の攻撃を受けると、損傷した「不知火」、「霞」の応急修理のため「阿武隈」はキスカへ派遣され、7月7日にキスカに到着した。7月10日、阿武隈と第六、第二十一駆逐隊で護衛隊が編成された。同日「阿武隈」はキスカを離れ、7月16日に横須賀到着。7月16日0040、北緯34度45分 東経142度00分 / 北緯34.750度 東経142.000度の犬吠埼南東170km地点付近で補助監視船の武蔵丸（東京都、104トン）と衝突事故を起こしている。武蔵丸は船尾を大破し、翌17日に特設監視艇第七号正栄丸（四宮爲藏、102トン）の曳航で横須賀に到着した。
「阿武隈」、駆逐艦「初春」は8月4日に横須賀を出港し、8月6日に大湊に到着。8月8日にアメリカ艦隊がキスカ島を砲撃すると、北方部隊指揮官は第一水雷戦隊などに加熊別湾進出を命じた。「阿武隈」は8月8日に大湊を出港し、8月11日に加熊別湾に到着。8月12日、加熊別湾に集結した艦隊（主隊、護衛隊）は出撃した。しかし、同日日本の本土東方で不時着水偵を発見したとの報告があり、連合艦隊はアメリカ機動部隊出現と判断。北方部隊の主隊、護衛隊も南下して索敵に従事することとなった。しかし、結局なにも発見されず、北方部隊の主隊、護衛隊は8月16日に大湊に入港した。水偵発見は誤報であったものと思われる。
8月27日にアトカ島東部のナザン湾に敵巡洋艦等発見の報告があり、8月29日に北方部隊の主隊、護衛隊は大湊を出港したが、台風のため加熊別湾に入泊した。9月3日には今度は「呂号第六十二潜水艦」が巡洋艦等の発見を報告し、「阿武隈」や第二十一戦隊などは再び出撃してアッツ島南西方面へ向かった。しかしアメリカ艦隊の来襲はなく、主隊、「阿武隈」などは9月18日に大湊に帰投した。この間には陸軍部隊のアッツ島からキスカ島への移駐が行われていた。監視艇からの敵味方不明の飛行機発見の報告を受けて9月30日に主隊および護衛隊は大湊から出撃するも、特に何もなかった。10月2日、大湊に帰着。
10月18日、「阿武隈」は片岡湾に進出。10月末からアッツ島の再占領が行われた。そのために10月21日に第一水雷戦隊と軽巡洋艦「多摩」、「木曾」で挺身輸送部隊が編成された。10月27日から挺身輸送部隊は陸軍米川部隊主力をアッツ島へ輸送した。陸軍部隊を運ぶのは「阿武隈」、「多摩」、「木曾」で、3隻は柏原湾や片岡湾で人員、物件をのせて片岡湾へ移動。10月27日に挺身輸送部隊は主隊と共に出撃し、10月29日夜に揚陸を行って11月1日に片岡湾に帰投した。「阿武隈」の輸送人員、物件は計画では陸兵204名、海軍水上基地員15名、海軍派遣通信隊員6名、速射砲2基、機銃2基、無線通信機、弾薬等約30トンとなっている。11月10日、「阿武隈」は小樽着。「阿武隈」は「木曾」とともに小樽でアッツ島への増強部隊である独立野戦高射砲第二十四中隊、独立工兵第三百二中隊、独立無線第十一小隊をのせた。計画では「阿武隈」の搭載内容は人員235名、機銃2基、無線関係資材、糧秣燃料弾薬等であった。その後アッツ島への輸送部隊（「阿武隈」、「木曾」、駆逐艦「若葉」）と主隊は加熊別湾へ移動し、11月23日に同地を出撃。11月25日に揚陸を行って11月28日に加熊別湾に帰着した。11月30日から「阿武隈」、「木曾」、「若葉」の3隻（K船団）は独立歩兵第三百二大隊主力を幌筵からキスカ島へ輸送。計画では「阿武隈」乗艦者は259名であった。12月3日に揚陸を行って12月7日に幌筵に帰投。復路では2隻は内地への帰還者（「阿武隈」は86名）を乗せていた。その後「阿武隈」と「若葉」は佐世保へ向かって12月12日に到着し、修理や防寒工事が行われた。
「阿武隈」は1月16日佐世保発。大湊経由で1月24日に幌筵に到着した。2月18日、第十五船団として第三十二防空隊、第三十設営隊基幹員および飛行場資材を運ぶ「粟田丸」を駆逐艦「電」とともに護衛して幌筵からキスカ島へ向けて出港。このころアッツ島方面にはアメリカ艦艇が出現し、2月20日にはアッツ島へ向かっていた「あかがね丸」が撃沈されたが、「粟田丸」による輸送は成功した。「阿武隈」と「電」は2月21日に「粟田丸」をキスカ島へ向かわせ、2月25日に幌筵に帰着した。
アメリカ水上部隊による「あかがね丸」撃沈により北方部隊はその大半を輸送作戦に投入することとなり、第一水雷戦隊（駆逐艦2隻欠）は護衛部隊となった。3月7日、水上機や飛行場資材、人員等を運ぶ「君川丸」、「粟田丸」、「崎戸丸」の3隻（第二十一船団、イ船団）と護衛部隊および重巡洋艦「那智」など巡洋艦4隻は3月7日に幌筵海峡より出撃。3月10日に揚陸成功し、3月13日に全部隊幌筵海峡に帰投した。
続いて2度目の輸送作戦が行われたが、アメリカ艦隊と遭遇してアッツ島沖海戦が発生し、輸送は失敗した。
「阿武隈」は整備のため4月13日に片岡湾発で舞鶴へ向かい、4月17日に到着した。
7月にはキスカ島撤退作戦(司令官:木村昌福少将)に参加し、1,202名を収容し帰投する。
1943年4月、魚雷発射管直上付近のシェルター甲板左右に25mm三連装機銃2基を追加装備。重量補償として5番主砲を撤去。同年11月、横須賀工廠にて7番主砲を撤去し跡に八九式12.7cm連装高角砲を搭載する対空強化改装を受ける。
1944年3月、大湊にてカタパルトほか航空兵装の撤去。カタパルト跡地と後部甲板に25mm三連装機銃を追加装備。同年7月、横須賀にて後楼に22号電探を装備。25mm単装機銃および13mm単装機銃多数を増備。同年10月、内火艇2艇とカッター2艇をおろし25mm単装機銃10基を増備。13号電探の装備はされなかったと推測される。

#### レイテ沖海戦、沈没
1944年10月、第5艦隊の遊撃部隊（21戦隊1水戦）として、スリガオ海峡より西村艦隊の後に続いて突入した。10月25日、スリガオ海峡海戦において敵魚雷艇群の攻撃を受け、魚雷1本が艦首第一砲塔の下に命中、第一砲塔員および弾薬庫に発生した一酸化炭素が電信室に漏入し電信員、暗号員の大部分を含む戦死者五十余名を出し、速力は低下した。旗艦は駆逐艦霞に変更になり、第一水戦司令官ならびに幕僚は霞に移乗した。阿武隈はその後撤退命令を受け駆逐艦潮を伴い戦線を離脱した。
夜明けとともにアメリカ軍の攻撃機、雷撃機による空襲を受けた。空襲は損傷を受け待避していた重巡洋艦最上に集中し、その後最上は沈没した。阿武隈もP-38戦闘機による機銃掃射などの攻撃を受けるが、対空機銃により応戦。この時の空襲は何とか乗り切ることに成功した。
翌26日、ミンダナオ島ダピタンで応急修理を行い、駆逐艦潮とともにコロンへ向け出航した。その途上、午前十時ごろにB-24爆撃機30機の空襲を受けた。まず対空砲火の届かない高度3,000メートル以上からの高空から爆撃を受け、その後700メートルから低空爆撃を受けた。阿武隈はこの攻撃で250kg爆弾により直撃弾3発、至近弾4発を受け上甲板の人員は全滅し、艦橋の人員も大部分が負傷または戦死。機関も停止し火災も発生した。アメリカ軍機はこれをみて攻撃目標を潮に変更した。
阿武隈は停止後も必死の応急処置によりなんとか浮かんでいたが発射管の魚雷（予備魚雷との証言もあり）が火災により誘爆、艦体に亀裂が生じ重油が流出した。これによって応急処置は諦め、総員退去命令が下され生存者は艦首より退艦。阿武隈は3時間後に艦首を立てた状態でネグロス島沖に沈んだ。
阿武隈の戦死者は217名で生存者は281名(内負傷者は111名)だった 。阿武隈の生存者はなんとかアメリカ軍機の攻撃を回避した潮に救助され、全員マニラへ送り届けられた。
沈没位置：北緯09度09分 東経121度54分 / 北緯9.150度 東経121.900度　ダピタン200度37浬地点付近　1944年10月26日　午後0:42

## 歴代艦長
※『艦長たちの軍艦史』159-162頁、『日本海軍史』第9巻・第10巻の「将官履歴」及び『官報』に基づく。

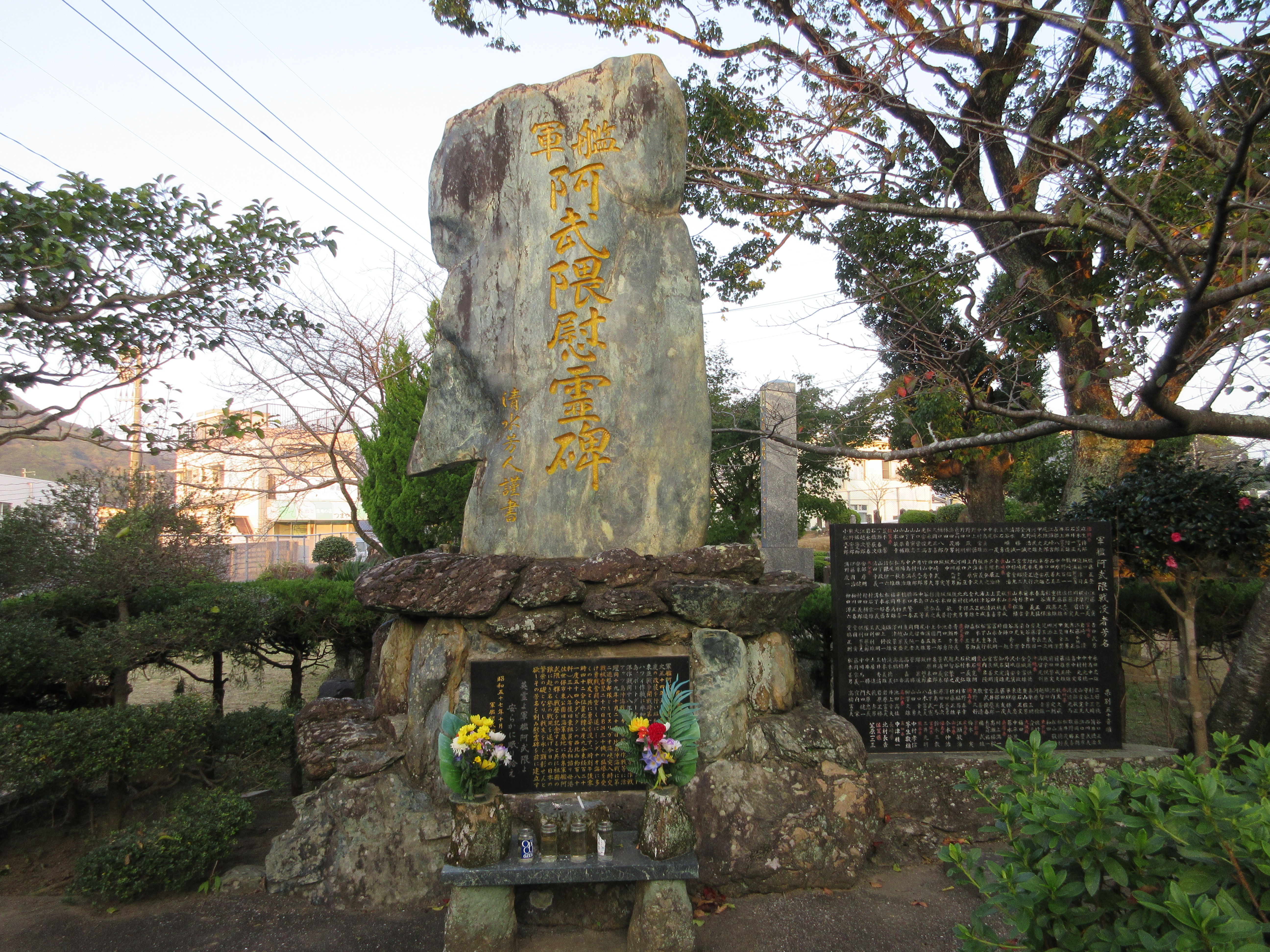
軍艦阿武隈慰霊碑（佐世保市）

### 艤装員長
1. 徳田伊之助 大佐：1924年10月20日 -

### 艦長
1. 徳田伊之助 大佐：1925年5月26日 - 1925年12月1日
2. 大谷四郎 大佐：1925年12月1日 - 1926年11月1日
3. 長井実 大佐：1926年11月1日 - 1927年11月15日
4. 豊田貞次郎 大佐：1927年11月15日 - 1928年12月10日
5. 入江淵平 大佐：1928年12月10日[49] - 1929年11月30日
6. 野原伸治 大佐：1929年11月30日 - 1930年12月1日
7. 古賀七三郎 大佐：1930年12月1日 - 1931年12月1日
8. 岩村清一 大佐：1931年12月1日 - 1932年11月15日
9. 小島謙太郎 大佐：1932年11月15日 - 1933年11月15日
10. 小橋義亮 大佐：1933年11月15日 - 1934年11月15日
11. 栗田健男 大佐：1934年11月15日 - 1935年11月15日
12. 藤田類太郎 大佐：1935年11月15日 - 1936年12月1日
13. 清水巌 大佐：1936年12月1日 - 1937年12月1日
14. 秋山勝三 大佐：1937年12月1日 - 1938年12月1日
15. 田中菊松 大佐：1938年12月1日 - 1939年11月15日
16. 崎山釈夫 大佐：1939年11月15日 - 1940年11月1日
17. 村山清六 大佐：1940年11月1日 -
18. 渋谷紫郎 大佐：1942年9月20日 - 1943年8月28日
19. 小西要人 大佐：1943年8月28日 - 1944年3月26日
20. 花田卓夫 大佐：1944年3月26日 -

## 同型艦
- 長良 - 五十鈴 - 名取 - 由良 - 鬼怒